# 敘利亞-瑪拉巴禮天主教巴爾坦加迪教區
敘利亞-瑪拉巴禮天主教巴爾坦加迪教區（拉丁語：Eparchia Belthangadiensis）是東儀天主教的一個教區（敘利亞－瑪拉巴禮），包括印度卡納塔克邦南部三個縣，受代利傑里總教區管轄。
教區成立於1999年4月24日，2012年有教友30,000名（佔轄區總人口百分之0.8），由五十三名司鐸名管理四十九個堂區。現任教區主教為老楞佐·穆庫扎。